# Astragalus leucophanus
Astragalus leucophanus — вид квіткових рослин з родини бобових (Fabaceae). Ареал охоплює такі країни: Іран (Провінція Хамадан).

## Середовище
Це багаторічна трав'яниста рослина, яка, ймовірно, росте в гірських районах (гора Алванд). Наразі немає відомих серйозних загроз для цього виду.